# ولایت سوریه

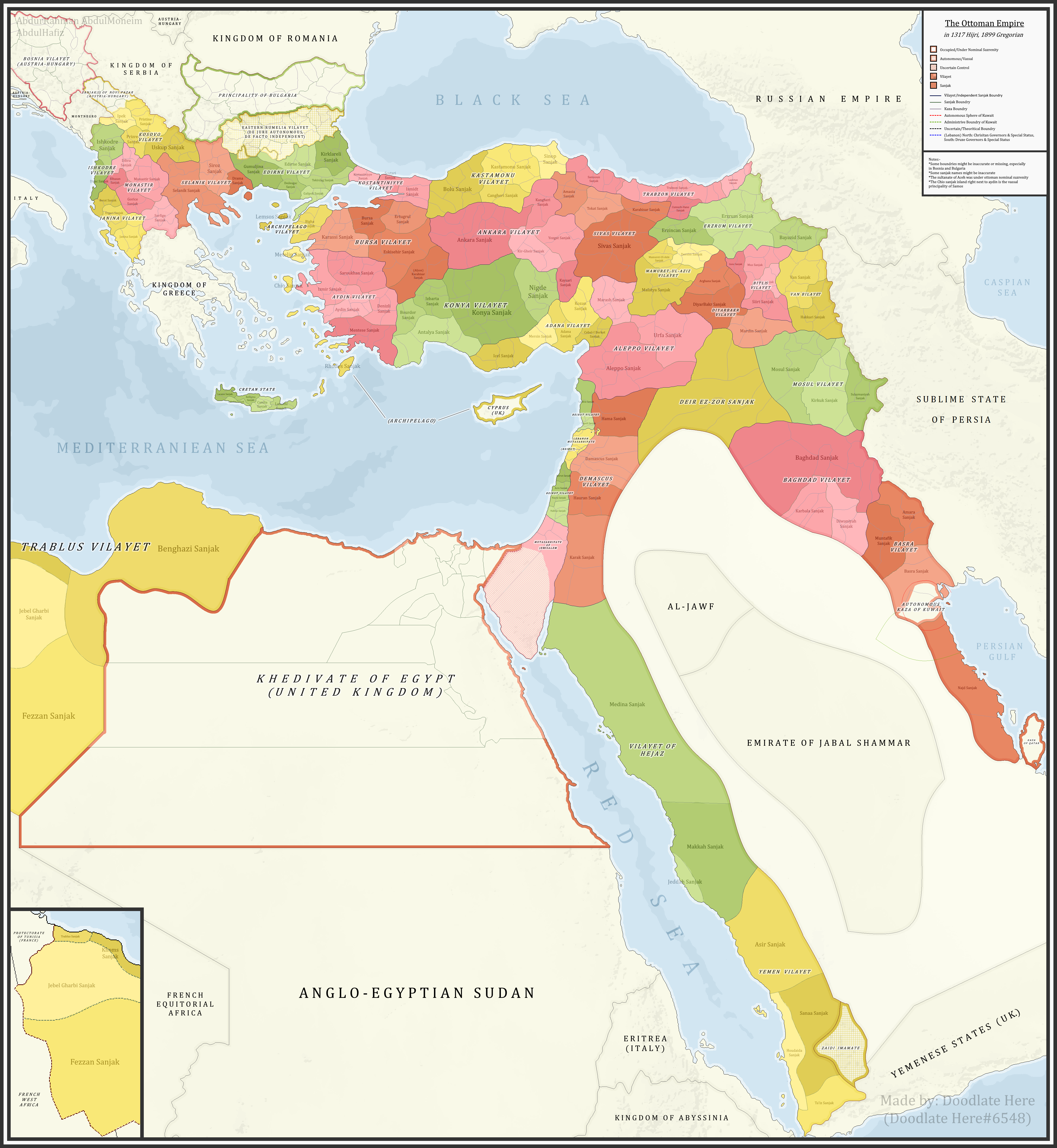
نقشه‌ای که تقسیمات اداری امپراتوری عثمانی در سال ۱۳۱۷ هجری، ۱۸۹۹ میلادی را نشان می‌دهد، از جمله ولایت دمشق و سنجاق آن

ولایت سوریه (ترکی عثمانی: ولایت سوریه) همچنین به عنوان ولایت دمشق نیز شناخته می‌شود، یک تقسیم اداری (ولایت) سطح اول امپراتوری عثمانی بود.
در ابتدای قرن بیستم، طبق گزارش‌ها، ۶۲۱۸۰ کیلومتر مربع مساحت داشت در حالی که نتایج اولیه اولین سرشماری عثمانی در سال ۱۸۸۵ (منتشر شده در سال ۱۹۰۸) جمعیت را یک میلیون نفر اعلام کرد. دقت ارقام جمعیت از «تقریبی» تا «صرفاً حدسی» بسته به منطقه‌ای که از آن جمع شده‌اند، متفاوت است.

## تاریخچه
در سال ۱۸۶۴میلادی، قانون ولایت اعلام شد. قانون جدید استانی در سال ۱۸۶۵میلادی در دمشق اجرا شد و این استان اصلاح شده سوریا یا همان سوریه نام گرفت که نشان دهنده یک تاریخی رو به رشد در میان روشنفکران محلی بوده‌است. بیت‌المقدس از بقیه استان‌ها جدا شد و یک سانجاک مستقلی از بیت‌المقدس ساخته شد که مستقیماً به استانبول متصل می‌شد، دمشق. کوه لبنان نیز به همین ترتیب در سال ۱۸۶۴میلادی به یک منطقه خودگردان تبدیل شده بود.
در سال ۱۸۷۲میلادی، یک منطقه اداری جدید شکل گرفت، مرکز آن در، مان (به‌انگلیسی:Ma'an) بود، اما هزینه‌های این منطقه اداری جدید بیش از درآمدهای به دست آمده در این منطقه بود و سبب شد در سال بعد بسته شود. در سال ۱۸۸۴میلادی، فرماندار دمشق پیشنهادی را برای تأسیس ولایت جدید جنوب سوریه ارائه داد، اما هیچ اتفاق جدید رخ نداد.
در سال ۱۸۸۸میلادی، ولایت بیروت از ولایت سوریه تشکیل شد. در ماه مه ۱۸۹۲میلادی، پیشنهاد دیگری برای دولت منطقه ای با مرکزیت مائان ارائه شد که در ماه آگوست تصویب شد.
از سال ۱۸۹۷میلادی، ولایت سوریه به چهار قسمت تقسیم شد: دمشق، حمات، حوران و کراک. پایتخت ولایت دمشق بود.